# آنون
آنون به دنیای پس از مرگ در اساطیر ولزی گفته می‌شود. داستان‌های مختلفی دربارهٔ آنون روایت می‌شود که شباهت زیادی به دیدگاه بقیه اقوام سلتی (مثل ایرلندی‌ها) دربارهٔ دنیای پس از مرگ دارد.

## دیگ جادویی

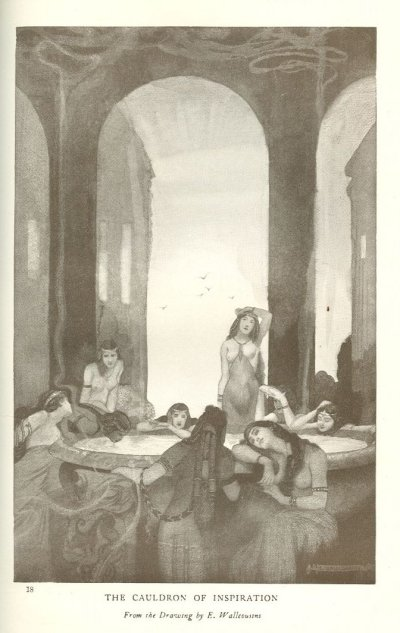
دیگ آنون با نفس نه دختر باکره می‌جوشد.

یکی از مضامین تکرارشونده در اساطیر سلتی و ولزی پدیده‌ای به نام دیگ جادویی است. این دیگ که حاوی مایع سحرآمیز است، می‌تواند مرده را زنده کند یا کارهای خارق‌العاده دیگری انجام بدهد. در آنون نیز دیگی جادویی وجود دارد که با نفس نه دوشیزه باکره گرم می‌شود. دیگ آنون را می‌توان با سایر دیگ‌های اساطیر سلتی مثل پاتیل (دیگ) داگدا (خدای ایرلندی) مقایسه کرد. یکی از داستان‌های مشهور که دربارهٔ دیگ آنون روایت شده‌است، ماجرای مسافرت شاه آرتور، پادشاه افسانه‌ای بریتانیای باستان، به آنون و تلاش او برای ربودن دیگ آنون است. تالیسین, شاعر ولزی، در کتاب تاراج‌های آنون شرح می‌دهد که چگونه آرتور به سختی توانست خود را نجات دهد با این حال بسیاری از افرادش را از دست داد. در تاراج‌های آنون آمده‌است که دیگ آنون از طبخ غذا برای افراد ترسو اجتناب می‌کند و فقط دلاوران و درستکاران می‌توانند از آن غذا بخورند. به نظر می‌رسد اسطوره جام مقدسو سفر آرتور و شوالیه‌هایش برای این جام، بیشتر از این که ریشه مسیحی داشته باشد، ریشه در اساطیر سلتی دارد. درگیری خدایان برای دست یافتن به دیگ جادویی بعدها تبدیل به جام مقدسی شده‌است که یوسف الرامی، خون عیسی را در آن ریخته‌است. اگرچه که در اساطیر سلتی، دنیای دیگر محل شرب خمر و شادی و جوانی هست اما در عین حال اگر انسان‌ها مادام که زنده هستند، از دنیای دیگر دیدار کنند در معرض خطر قرار خواهند گرفت.

## سگ‌های آنون
به روایت مابینوگیون, مجموعه قصه‌های قرون وسطایی ولزی، سگ‌های جادویی به نام کون آنون با بدن سفید و گوش‌های قرمز در آنون حضور دارند. آن‌ها پیام‌آوران مرگ هستند و از آنون به جستجوی ارواح انسانی می‌روند.